# Dingo (roman)
Dingo is een roman van de Franse schrijver Octave Mirbeau, die voor het eerst is verschenen in 1913. Omdat Mirbeau de laatste jaren van zijn leven door ziekte niet meer in staat was te schrijven, werd het boek voltooid door zijn oude vriend Léon Werth. Het is een autobiografische fictie over de avonturen van de auteur met zijn hond Dingo, die getuigt van Mirbeaus zure opinie over het leven op het land in Ponteilles-en-Barcis, een morsig vestingstadje gemodelleerd naar het dorp Cormeilles-en-Vexin, waar Mirbeau zo ongelukkig was te moeten wonen van 1904-1908.